# Brigitte Bardot cudowna
Brigitte Bardot cudowna – polski dramat filmowy z 2021 roku w reżyserii Lecha Majewskiego, oparty na jego powieści Pielgrzymka do grobu Brigitte Bardot Cudownej.
Zdjęcia do filmu powstały: w pałacu w Bożkowie, Katowicach, zamku w Łańcucie, willi rodziny Fränkel w Prudniku, Sosnowcu, w Świerklańcu, Zamku Książ w Wałbrzychu, Zamku w Mosznej i Zabrzu.
Premiera filmu odbyła się 21 października 2022 roku.

## Obsada
- Kacper Olszewski – Adam
- Magdalena Różczka – matka Adama
- Joanna Opozda – Brigitte Bardot
- Weronika Rosati – Liz Taylor
- Andrzej Grabowski – Wirski
- Tomasz Sapryk – Jóźwiak
- Bogdan Kalus – Lubow
- Elżbieta Okupska – pani Lewińska
- Stanisław Brudny – Żoakim
- Lech Dyblik – Józef
- Piotr Pacek – Templer
- Danuta Gołdon-Legler – Matematyca
- Dorota Worożbicka – Mrańca
- Gabriela Chojecka – Teresa
- Sebastian Stankiewicz – Staszek
- Andrzej Kłak – Brunet
- Eryk Lubos – Cezanne
- Dariusz Jakubowski – Gwiazdor
- Piotr Machalica – profesor De Louri
- Igor Kujawski – Tagore Ulim
- Marian Makula – Szot
- Katarzyna Dynowska – Raquel Welch
- Szymon Mysłakowski – George Harrison
- Karol Kadłubiec – John Lennon
- Rafał Malicki – Paul McCartney
- Mateusz Mosiewicz – Ringo Starr
- Adam Fidusiewicz – ojciec
- Oliwer Cieślak – Adaś
- Aleksander Chwast – Adaś
- Zuzanna Szmagała – Tereska
- Monika Szomko – sekretarka Liz Taylor